# Катарина Хлавачова
Катарина Хлавачова (рођ. Ђугова; Кулпин, 26. новембра 1913 – Кулпин, 2. септембра 1992) била је српска сликарка пореклом Словакиња. Она је пионирка наивне уметности словачког наивног сликарства у време када је наивна уметност у Ковачици била у успону.

## Биографија
Рођена је у сељачкој породици пред Први светски рат. После рата је похађала црквену школу коју је водио Стефан Квас који је учитељевао 1890—1925. година. Касније је у подржављеној школи наставила школовање код Емила Клобушицког који је своје ђаке побуђивао у уметничким делатностима и сам био један од првих филмских стваралаца. Упознала се са Јурајом Хлавачом који је имао две кћерке из првог брака, које је она усвојила, васпитала и удала. Саградили су малу кућицу у Кулпину на раскршћу Триглавске и Радничке улице и живели обрађујући 4 јутра земље.
Прву слику је насликала вероватно 1957. године. Своје боје је сама припремала, На њу је утицала сликарка Зуска Медведјова и сликала је у уљу. У то доба се развија наивно сликарство у Ковачици и Катарина Хлавачова се упознаје са сликарством Мартина Јонаша и Зузане Халупове али није нашла у томе себе и инклинирала је пре ка реализму. У Кулпину 1963. године је имала чак и своју самосталну изложбу у просторијама Месног одбора. О њеном раду је говорио познати словачки композитор Владимир Кмећ.